# Lantabat
Lantabat – miejscowość i gmina we Francji, w regionie Nowa Akwitania, w departamencie Pireneje Atlantyckie.
Według danych na rok 1990 gminę zamieszkiwało 307 osób, a gęstość zaludnienia wynosiła 11 osób/km² (wśród 2290 gmin Akwitanii Lantabat plasuje się na 873. miejscu pod względem liczby ludności, natomiast pod względem powierzchni na miejscu 315.).